# Måns Ryberg
Måns Ryberg, född 3 september 1918 i Stockholm, död 10 april 1986, var en svensk botaniker. Han var från 1970 professor Bergianus vid Bergianska stiftelsen. Han blev 1975 ledamot av Vetenskapsakademien.